# Eduard von Heuss

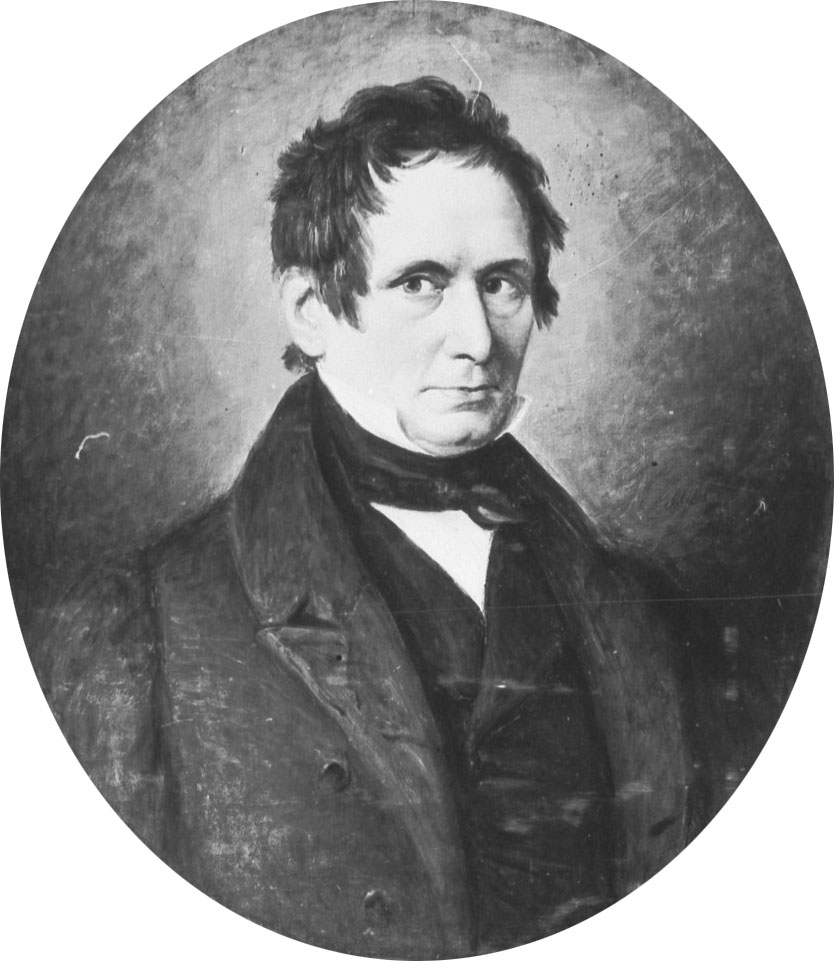
Peter von Cornelius, porträtterad av Eduard von Heuss.

Eduard von Heuss, född den 5 juli 1808 i Oggersheim, död den 24 oktober 1880 i Bodenheim, var en tysk målare. 
von Heuss hörde till Cornelius krets i Rom. Han målade talrika porträtt av betydande samtida, exempelvis av Thorvaldsen 
(Thorvaldsens Museum, 1834), Cornelius (Berlins nationalgalleri), Overbeck och storhertig Ludvig II av Hessen. 